# Eraldo Monzeglio
Eraldo Monzeglio (Vignale Monferrato, 5 de juny de 1906 - 3 de novembre de 1981) fou un futbolista i entrenador de futbol italià.
Monzeglio jugava a la posició de defensa. Tingué una longeva etapa futbolística que durà un total de 19 anys, de 1924 a 1943, defensant els colors d'AS Casale Calcio, Bologna FC 1909 (on guanyà la lliga de 1928-29) i AS Roma. També fou internacional amb la selecció d'Itàlia durant els anys trenta. Fou doble campió mundial a les edicions d'Itàlia 1934 i França 1938.
Monzeglio fou posteriorment entrenador, des de la seva retirada com a futbolista a mitjans dels 40 fins al 1973. Dirigí la Roma, Pro Sesto, Nàpols, UC Sampdoria, Juventus FC, Lecco i FC Chiasso, a Suïssa. Morí a l'edat de 75 anys.